# Río Pipo

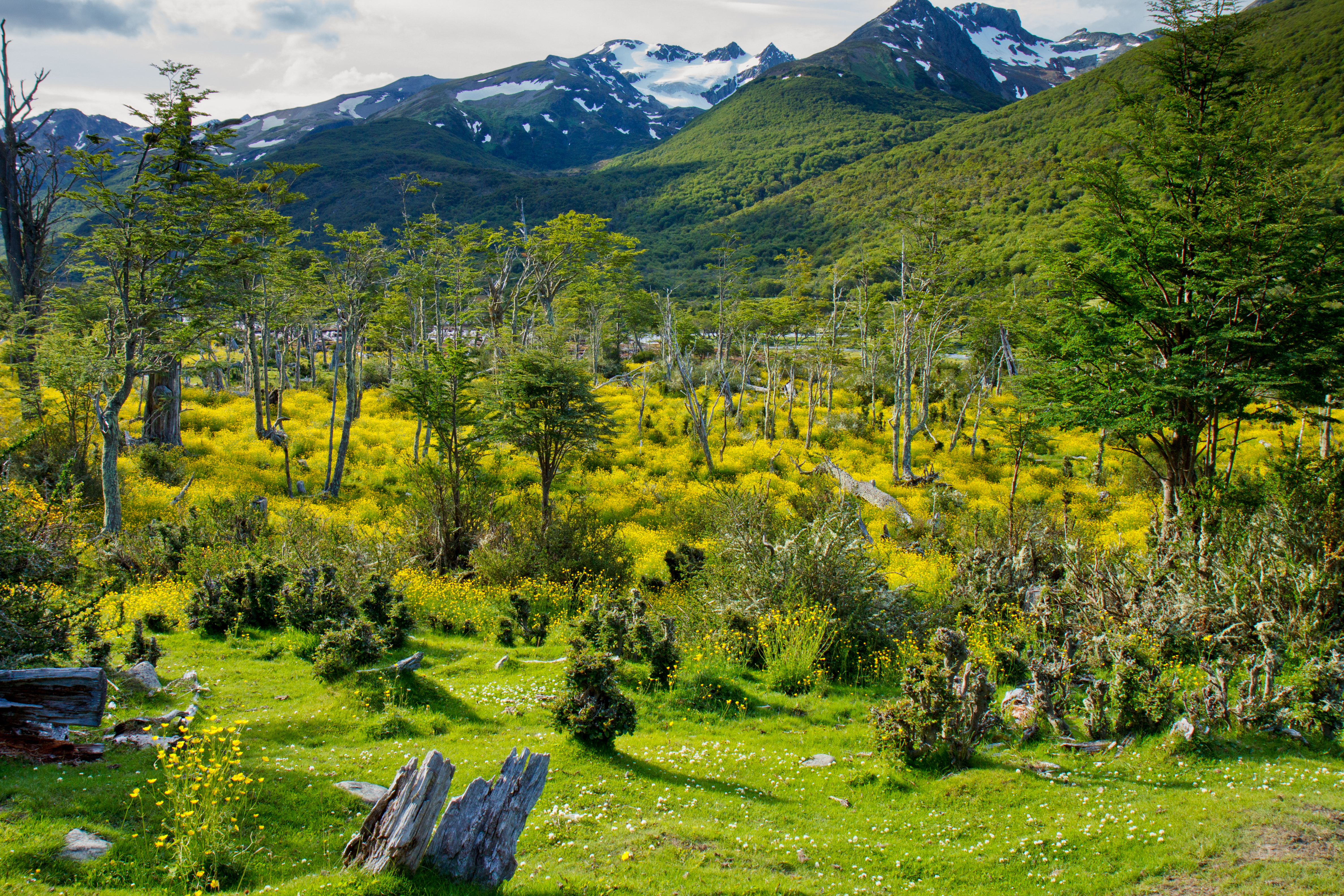
Paso de la Oveja. Este valle es recorrido por la principal fuente colectora que fluye hacia el río Pipo.

El río Pipo, también llamado río Ajej, es un cauce fluvial de la isla Grande de Tierra del Fuego, situado en el sudoeste del Departamento Ushuaia en la provincia argentina de Tierra del Fuego, Antártida e Islas del Atlántico Sur. Drena sus aguas al canal Beagle, desembocando en la bahía Golondrina. Junto a su desembocadura se ubica el barrio de Puerto Golondrina, en los suburbios por el poniente de la ciudad de Ushuaia, capital de la  provincia.  
Si bien en todo su trayecto discurre exclusivamente sobre territorio argentino, afluentes por su margen derecha en el sector medio de su cuenca tienen sus nacientes en territorio chileno, de la comuna de Cabo de Hornos ubicada en la Provincia de Tierra del Fuego, en la Región de Magallanes y de la Antártica Chilena. Esto lo define como un río argentino de cuenca argentino-chilena.

## Geografía

### Etimología toponímica
Etimológicamente, este topónimo hace referencia al alias o apellido de un preso del presidio de Ushuaia, el cual había logrado escaparse y de quien se sospechó que pudo morir ahogado en sus frías aguas, si bien nunca pudo descubrirse su paradero. A partir del año 1917 se lo denominó con dicho nombre.  
Sin embargo, el nombre que le daban sus primitivos pobladores, la etnia yámana en su propia lengua era Ajej, que significa ‘río de la barca’, ya que para ellos era el único río de la zona que, por lo menos en su tramo inferior, les era posible recorrerlo con sus embarcaciones, ya que tanto en el río Olivia como en el arroyo Grande, los saltos se presentan muy próximos a sus desembocaduras.

### Recorrido de su curso y afluentes

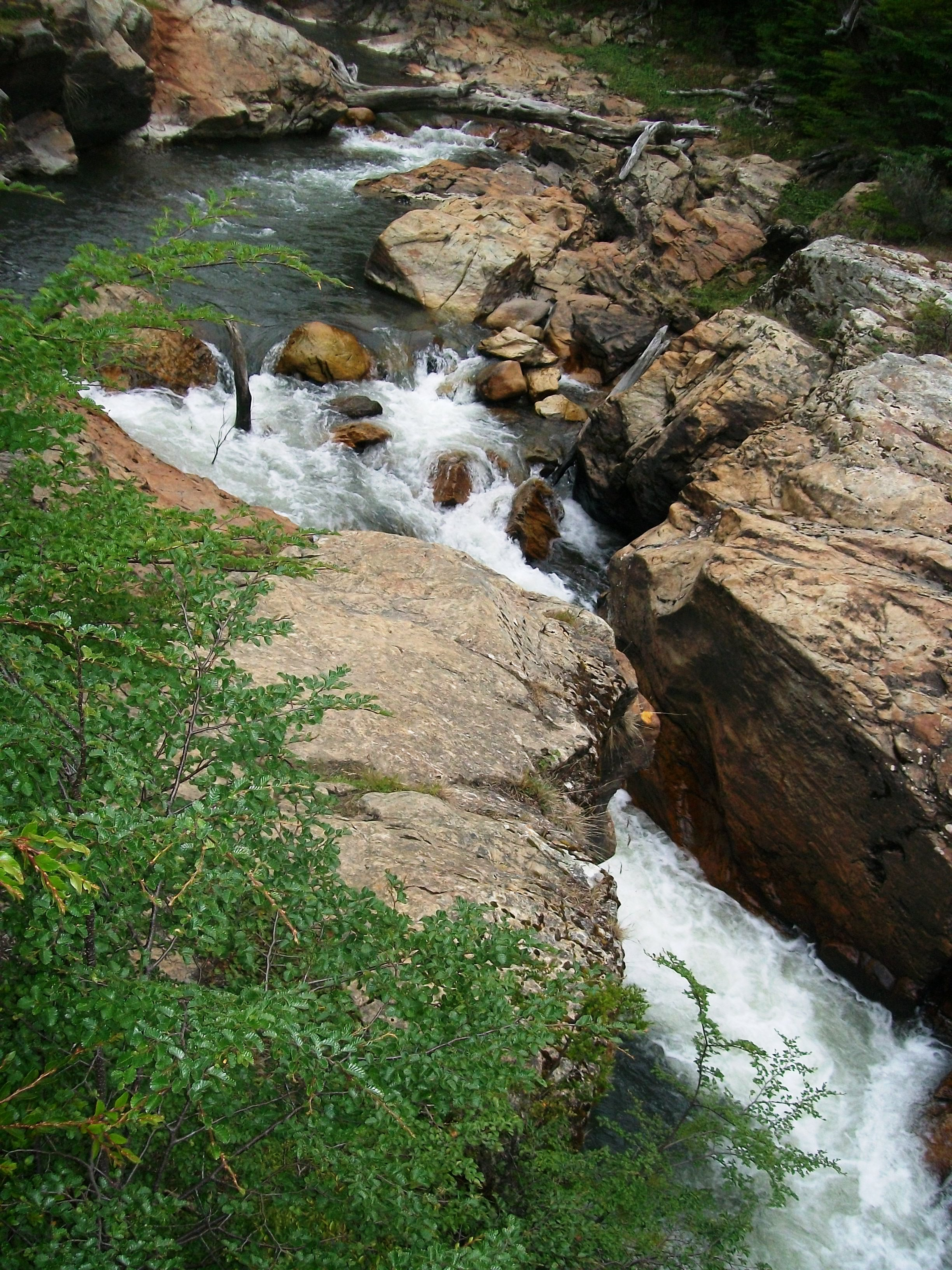
Cascada del río Pipo.

El río Pipo tiene sus nacientes en la ladera sur de la sierra de Valdivieso, un área de los cordones montañosos de la porción fueguina de la cordillera de los Andes. Recibe el aporte de numerosas cursos menores, los cuales en época de deshielo transportan importante cantidad de agua. 
Con rumbo noroeste-sudeste recorre el llamado cañadón del Toro, un profundo y encajonado valle boscoso flanqueado por el sudoeste por la cordillera del Guanaco, con sus altos cerros El Nene y Guanaco —de 971 m s. n. m.—, mientras que por el noreste hacen lo propio los montes Martial y una serie de cerros y cordones que se desprende hacia el sur, como el cerro Falso Tonelli, el monte Hyades, y finalmente el remate austral de este encadenamiento: el cerro Francisco Seguí.
Posteriormente, ya a una altitud de 100 m s. n. m., cae en los llamados saltos del río Pipo, y comienza a discurrir por un valle que lleva su nombre, el cual representa el tramo inferior de este cauce fluvial. Aquí recorre suelos del tipo de los distrocrieptes del orden de los inceptisoles. Luego de dejar atrás por su derecha al cerro Pampa Alta, su curso cambia su rumbo ahora hacia el naciente, sale del parque nacional, y es cruzado por las vías del ferrocarril austral fueguino, del cual margina por la izquierda a la estación Fin del Mundo. Luego deja por el sur al monte Susana —de 500 m s. n. m.—, y recibe por la margen izquierda (norte) las aguas de su principal afluente, que colecta toda la escorrentía del cañadón de la Oveja. Toda esta zona hasta su boca formaba parte de la gran estancia Río Pipo, de Luciano Preto, en la cual pacían 900 vacunos destinados al consumo cárnico de la ciudad de Ushuaia.
Luego cruza el puente de la ruta nacional 3; pasa por el sur del autódromo de Ushuaia y del predio del Ushuaia Golf Club, deja por su margen izquierda (norte) al alto cerro Bridges —de 1072 m s. n. m.— y al modesto cerro de los Loros, y comienza a ser bordeado por las casas del barrio de Puerto Golondrina de los suburbios de Ushuaia. Finalmente, tuerce bruscamente hacia el sur, recorre los últimos cientos de metros, y desemboca en la bahía Golondrina del canal Beagle, en las coordenadas: 54°50′15.71″S 68°21′4.02″O / -54.8376972, -68.3511167. Junto a su desembocadura, en la margen izquierda (este), se ubica el hotel y restaurante Tolkeyen, el cual cuando fue erigido era la única construcción en la zona.

### Características de su cuenca
La cuenca del río Pipo se ubica en el área hidrográfica fueguina denominada “Cuencas de la zona Sur o de Cordillera”, de vertiente pacífica, situada entre los cordones septentrionales de la cordillera fueguina y el canal Beagle, incluyendo la cuenca del lago Fagnano. Todos estos cuerpos lóticos y lénticos se incluyen en la ecorregión de agua dulce Patagonia.
Esta zona hídrica comprende cursos fluviales que poseen una muy densa red de drenaje en ambiente de cordillera, con recorridos cortos, fuertes pendientes y moderados caudales. Regulan su escurrimiento en especial la nieve estacional, la que presenta en las altitudes más elevadas gran desarrollo, estabilidad y capacidad de almacenamiento. Entre enero y marzo se producen los aportes del agua retenida tanto por los casquetes glaciarios como por el detrito cordillerano, en ambos es liberada lentamente, otorgándole una mayor estabilidad al caudal de este río.
Las turberas ocupan una superficie destacada del valle de este río, pudiendo estas interceptar y retener grandes volúmenes del agua precipitada durante el estío.
El afluente del río Pipo que vierte desde Chile pertenece a las Cuencas de Tierra del Fuego, número 128 de su inventario de Cuencas.

## Historia
En la zona de la baja cuenca se sitúa la boca de la que fuera la Mina Beatriz, la cual explotó a principios del siglo XX una veta de plomo y zinc.  
Desde el año 1910 hasta 1947 el presidio de la ciudad de Ushuaia empleó a los detenidos para explotar la madera del área situada entre el valle del río Pipo y la ladera baja del monte Susana. Por esa razón se construyó un tren de trocha angosta con varios ramales que discurrían por el valle. Aún 60 años después se podían ver planchadas, terraplenes, y senderos creados en esa época. Posteriormente continuó la explotación comercial del área hasta el año 1967, en este caso por privados gracias a concesiones otorgadas por la Armada Argentina. El aserradero de la familia Lombardich siguió utilizando el trencito de los presos hasta el terremoto de 1949, el cual dañó las vías. Desde esa fecha, para la extracción de leña se empleó carretas.

### Alteraciones
La alta cuenca ha logrado mantenerse prístina, aunque la zona del valle sufrió durante un siglo el pastoreo de ganado vacuno y equino, y por décadas una fuerte explotación de sus recursos forestales. Además de ello, también sufrió algunos ocasionales pero destructivos incendios. En razón de estas alteraciones, en lugar del original bosque magallánico se observan amplios sectores con pastizal, en donde las especies arbóreas australes no han logrado aún recomponer el hábitat forestal a pesar de que estos impactos han disminuido considerablemente.
Daños por el castor
En el sector de la cuenca del río Pipo que se ubica dentro del parque nacional los castores han alterado fuertemente los bosques cortando los árboles o matándolos al inundar superficies boscosas. En el año 1995 sus embalses cubrían 3,7 ha, las que para el año 2006 habían ascendido hasta las 7,1 ha. Las alteraciones en el hábitat fluvial de este río causadas por este roedor habrían coadyuvado para que se extinga la población local del raro pato de los torrentes (Merganetta armata).

## Atractivos turísticos
Varios sectores del valle del río Pipo son frecuentes destinos turísticos, tanto por visitantes de fin de semana residentes en Ushuaia como por turistas de todo el mundo.
Cascada del río Pipo
Es posiblemente su mayor atractivo. Se accede desde la RN 3 desviándose por un camino secundario de 2,5 km el cual recorre la margen derecha del río, entre grandes turbales y áreas de pastizales antrópicos. Al final de este camino se encuentra un estacionamiento vehicular. Desde allí, por un corto sendero pedestre que remonta el curso fluvial se llega a los saltos.
Área de acampe agreste Río Pipo
Se ubica a orillas del río Pipo, en proximidades del camino anterior, entre el sitio donde se ubicaba el aserradero Lombardich y el umbral rocoso situado aguas arriba. Es utilizada principalmente por residentes de Ushuaia.
En razón de lo irregular de su microtopografía, menos de la mitad de las 5 ha destinas a este fin son realmente aptas para acampar. Si bien no cuenta con fogones demarcados y carece de sanitarios, es la única zona del parque nacional con acampe libre en donde está permitido la colecta de leña seca, ya caída. El 25 % de los que acampan en el parque lo hacen aquí, pues el río provee de abundante agua potable durante todo el año, y los cordones lindantes ofrecen una buena protección contra el viento. 
El acampe no es arancelado, aunque el personal del parque nacional registra a los usuarios y les entrega un permiso el cual contiene el periodo válido con derecho de acceso al área protegida.
Ferrocarril Austral Fueguino
En parte del valle del río Pipo tiene su trayecto el denominado Ferrocarril Austral Fueguino (F.A.F)  —popularmente llamado “Tren del Fin del Mundo” — el cual desde el año 1994 desarrolló una traza sobre la que poseía el antiguo tren del presidio. Este medio de transporte turístico recorre la cuenca de este río, para luego ingresar al parque nacional; continúa por la falda del monte Hyades hasta, luego de una curva, cruzar el cauce del río y pasar a su margen derecha, llegando a lugar donde se encontraba el Aserradero Lombardich. Desde dicho punto las vías bordean el camino de ripio que oficia de acceso al valle de este río, hasta finalizar su recorrido junto a la ruta 3, en el apeadero: Estación del Parque.

## Jurisdicción de su cuenca

### Áreas dentro del parque nacional
Un amplio sector de su cuenca pertenece al parque nacional Tierra del Fuego. Al crearse esta unidad de conservación mediante la Ley Nº 15554, se fijó una única categoría de manejo para la totalidad de la nueva superficie bajo protección: la de parque nacional.
En la década de 1990, mediante los Decretos PEN N° 2148/90 y 453/94 se definieron los límites y objetivos de 3 áreas de Reserva Natural Estricta (RNE), y se estableció la categoría de Reserva Natural Silvestre (RNS) para un amplio sector del área central de la unidad de conservación, la cual incluye la cuenca media y superior del río Pipo, por lo cual se corresponde al de una zona de uso público extensivo.

### Áreas dentro de la municipalidad de Ushuaia

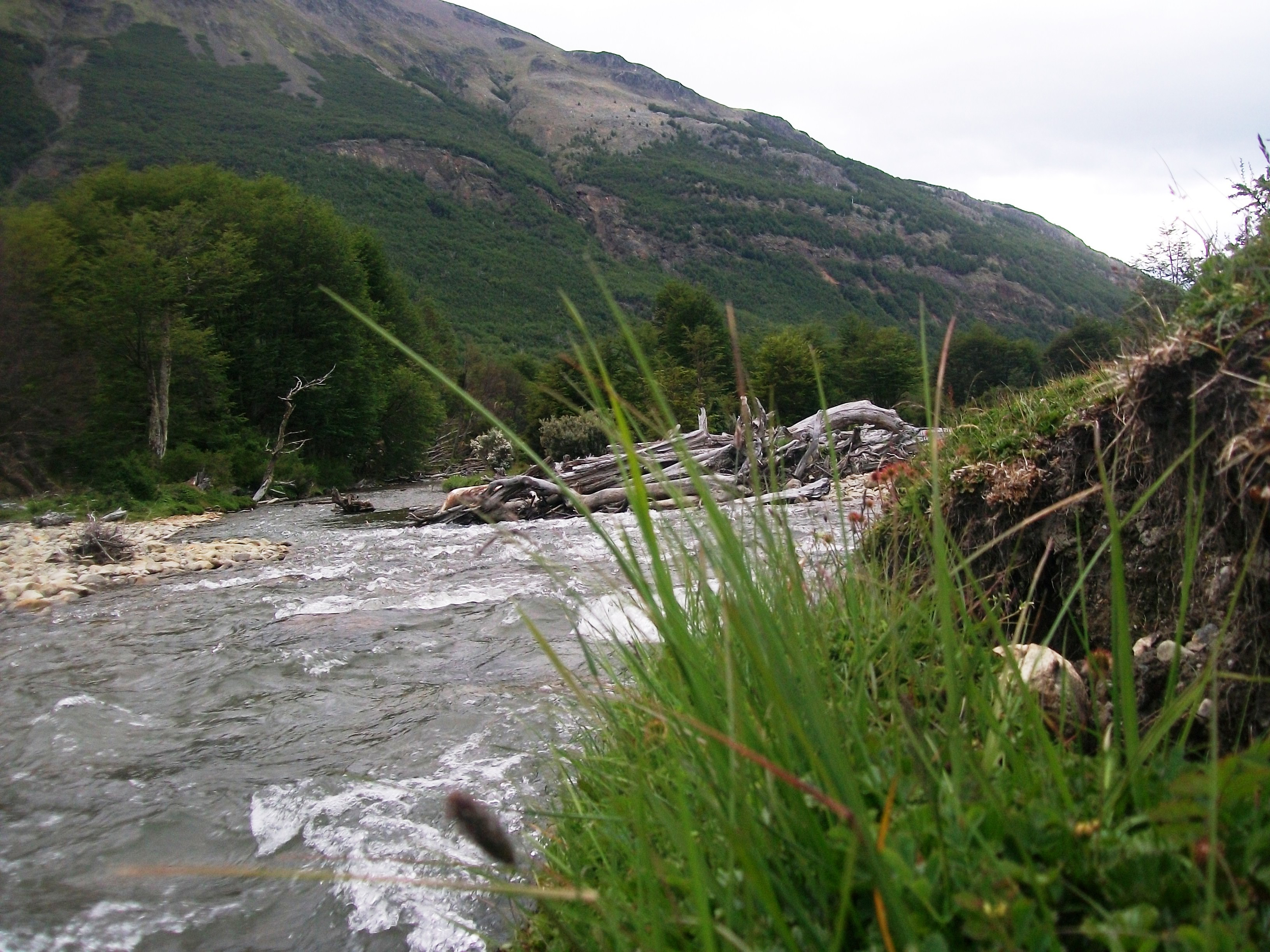
El río Pipo.

Las tierras del valle del río Pipo bajo jurisdicción de la municipalidad de Ushuaia ubicadas al norte de la RN3 y lindantes con el parque nacional han sido zonificadas según el Código de Planeamiento Urbano de esa ciudad en dos categorías:
Reserva Turística
Comprende el sector situado entre el río Pipo y la RN 3. El Código la definió de este modo:

«“Área que por su uso o características naturales se considera de interés turístico, debiéndose reglamentar su ocupación e infraestructura de servicio básica de acuerdo a cada proyecto específico ad referendum del Consejo Deliberante”.»

Reserva Deportivo-Recreativa
Comprende una angosta lonja sobre ambas márgenes del río Pipo hasta el límite del parque nacional. La mayor parte de su superficie fue cedida a organizaciones civiles e instituciones deportivas. El Código la definió de este modo:

«“Es un espacio destinado a actividades deportivo-recreativas de uso público o semipúblico”.»